# Massagris martini
Massagris martini är en spindelart som beskrevs av Simon 1900. Massagris martini ingår i släktet Massagris och familjen hoppspindlar. Inga underarter finns listade i Catalogue of Life.